# Аньелли, Джанни
Джова́нни (Джа́нни) Анье́лли (итал. Giovanni "Gianni" Agnelli, 12 марта 1921, Турин — 24 января 2003, там же) — итальянский предприниматель, главный акционер и исполнительный директор FIAT. Был женат на Донне Марелле Караччоло дей Принчипи Ди Кастаньето.

## Биография
Сын Эдоардо Аньелли и Вирджинии Бурбон-дель-Монте (1899—1945). 14 июля 1935 года отец Джанни разбился на гидросамолете. Смерть второго ребёнка (дочь — Анисета Аньелли умерла в 1928 году) и единственного сына стала тяжелым ударом для Джованни Аньелли старшего. Теперь его жизнь занимали внуки, и особое внимание он уделял Джанни, названному в его честь. В 14 лет Джанни был введен дедом в совет директоров «Ювентуса».

### Юность
Окончил классический лицей имени Массимо Адзельо в Турине в 1938 году. Затем поступил в Туринский университет, где изучал право. В июне 1940 года, прервав обучение, ушёл на фронт. Был зачислен в полк танкистов. Первоначально участвовал в боях, вместе с войсками Муссолини, был дважды на русском фронте, позже был переведен в Африку.
В 1941 году вернулся домой и продолжил обучение, а уже в 1943 году получил диплом. 8 сентября, когда Италия подписала перемирие и официально вышла из Второй мировой войны, Джанни был в госпитале во Флоренции с переломом ноги, полученным в автомобильной аварии. После выздоровления переехал в Рим, где стал офицером связи итальянского Корпуса освобождения. 30 ноября 1945 года в автомобильной катастрофе недалеко от Пизы погибла мать Джанни, Вирджиния Бурбон дель Монте. В этом же году Джанни стал президентом RIV — компании по производству подшипников, созданной его дедом вместе с инженером Роберто Инчерти.
После смерти Джованни Аньелли старшего, 16 декабря 1945 года, становится во главе семьи. Представляет её интересы в переговорах с Комитетом национального освобождения Италии касательно FIAT и 23 февраля 1946 года подписывает соглашение о возвращении правления и президента фирмы Витторио Валлетта, обвинённых в коллаборационизме с фашистами.

### До FIAT
В 1947 году Джанни становится президентом «Ювентуса». Вместе с ним команда выигрывает два скудетто, дважды команда занимает второе место и дважды третье. В составе появляются такие игроки как Джон Хансен, Мартино и Праст, и блистает Джампьеро Бониперти.
Джанни много ездит по миру и общается со знаменитыми людьми (дружит с Джоном Кеннеди). Ему приписывают любовные романы с Ритой Хейворт, Даниэль Дарьё, Анитой Экберг и другими не менее известными дамами. Наиболее серьёзными отношения были с Памеллой Дигби, бывшей супругой Рэндольфа Черчилля (сын Уинстона Черчилля, премьер-министра Великобритании). Они длились около 5 лет, но в 1952 году после серьёзной ссоры пара рассталась. Тогда же он попадает в серьёзную автомобильную аварию. Во время автопробега Турин-Монако его автомобиль врезался в грузовик. У Джанни серьёзно пострадала правая нога, которая уже ранее была сломана. Врачам удалось спасти её от ампутации, и впоследствии он даже мог кататься на лыжах (что и делал до 1987 года), но хромота осталась на всю жизнь.
19 ноября 1953 года в замке Остоффен, в Страсбурге прошло бракосочетание Джованни Аньелли и Мареллы Карачолло ди Кастаньето. Неаполитанская принцесса, родившаяся во Флоренции 4 мая 1927 года, не раз оказывалась на страницах глянцевых журналов, и даже отметилась в одной из работ Энди Уорхола. В 1954 году у них родился первенец Эдоардо, а ещё через год Маргарита.
В 1959 году становится президентом IFI (ныне Exor), а в 1963 году — управляющим директором Fiat. В те же годы приобретает на Лазурном берегу роскошную виллу Леопольда.

### FIAT
30 июля 1966 года Витторио Валлетта уступил пост президента Fiat Джанни Аньелли. Одной из первых целей был вопрос приватизации компании, которым занялся Джанни, и в этом же году Fiat снова стал принадлежать семье Аньелли. Также, Джанни уделил особое внимание процессу автоматизации на заводах компании.
15 августа 1966 года в Москве Джанни Аньелли подписал контракт с министром автомобильной промышленности СССР Александром Тарасовым по созданию автозавода в городе Тольятти с полным производственным циклом — нынешнего Волжского автомобильного завода, а в 1970-м году сам посетил строительство.

#### Интернационализация
Джанни мечтал об интернационализации Fiat. Через два года после избрания президентом он договаривается с Франсуа Мишленом, владельцем Citroën, о приобретении пакета акций, с последующим увеличением его до контрольного пакета. Данный договор выглядит многообещающим: Citroën является престижным брендом, с хорошей репутацией в производстве автомобилей высокого класса. Но французские власти, в лице президента Французской Республики Шарля де Голля, запрещают Fiat приобретать контрольный пакет акций Citroën. В результате Fiat может только вкладывать деньги в модернизацию и производство. Через четыре года Fiat перепродает пакет акций Peugeot.

#### Финансовый кризис
В первой половине 1970-х годов на компанию обрушился финансовый кризис. Причиной стали постоянные забастовки профсоюзов, нефтяной кризис, а также постепенно итальянские автомобили стали теснить с рынка японские и французские автопроизводители. Постепенно акции компании падали, готовя её к финансовому краху. Определённую роль в улучшении положения компании сыграло её сотрудничество с СССР. Вскоре правительство Ливийской Джамахирии во главе с полковником Каддафи объявило о приобретении значительной доли концерна. Весть об этом моментально взвинтила стоимость акций Fiat в несколько раз.
Тогда же, вместе с Чезаре Ромити, Джанни проводит реструктуризацию Fiat. Теперь вместо промышленной компании, Fiat представляет собой холдинговую компанию. Этот процесс длился около 5 лет, и за это время появляется: Fiat-Allis, подразделение по созданию сельскохозяйственной техники, Iveco, подразделение по созданию промышленных транспортных средств, подразделение по созданию землеройной техники, Teksid, а также отделение легковых и коммерческих автомобилей — Fiat Auto.
Постепенно финансовые проблемы покинули компанию, и к концу 1980-х годов более 60 % оборота составили машины проданные за рубежом. Этому помог успех последних моделей: Fiat Uno, а затем Lancia Thema.

### Не только Fiat

#### «Ювентус»
Несмотря на то, что Fiat требовал от Джанни постоянного внимания, он не переставал уделять внимание и своему любимому клубу. Именно он вместе с Джампьеро Бониперти создал команду, выигравшую Кубок обладателей кубков УЕФА 1983/1984 и Кубок европейских чемпионов 1984/1985, когда в составе команды блистали Мишель Платини, Збигнев Бонек, Гаэтано Ширеа.
В конце 1980-х, после покупки Сильвио Берлускони «Милана», Джанни наметил грандиозную перестройку команды, и потратил на это около 48 миллионов лир (колоссальная сумма для того времени). Президентом был назначен Лука Кордеро ди Монтедземоло, а новым тренером Джованни Траппатони.
Последние изменения Джанни внес в 1990-х. Во главе клуба была поставлена триада: Моджи — Джираудо — Беттега. А новым тренером назначен Марчелло Липпи.

#### «Формула-1»
В конце 1960-х годов у одного из самых именитых автопроизводителей в Италии — Ferrari возникли серьёзные финансовые проблемы. Владелец, и основатель компании Энцо Феррари ставил во главе своих интересов — «Формулу-1». Энцо попробовал продать компанию, оставив за собой команду. Для этого он даже встречался с Генри Фордом, но американец хотел полностью владеть Ferrari и планировал распустить команду Формулы 1. Джанни Аньелли узнал о переговорах, и также заинтересовался сделкой. Два великих итальянца нашли общий язык. Энцо продал Аньелли 40 % акций, с условием передачи ещё 50 % после смерти. Когда Энцо Феррари не стало, главой команды стал Лука ди Монтедземоло.
В честь Джанни, после его смерти был назван болид «Формулы-1» в 2003 году — Ferrari F2003-GA

#### Государственные учреждения
В 1961 году, во время празднования столетия объединения Италии был назначен президентом Международной выставки.
В 1991 году был назначен пожизненным сенатором президентом Франческо Коссига.
В 2000 году Аньелли был принят в МОК, и оставался там до своей смерти. Как известно, Джанни был хорошо знаком с Хуаном Антонио Самаранчем, и зимние Олимпийские игры 2006 года прошли в Турине, во многом благодаря ему.
28 февраля 2001 года имя почетного Президента концерна Fiat Джованни Аньелли было увековечено на стене Европейского зала автомобильной славы в выставочном дворце Палэкспо.
В 2002 году Джанни подарил Турину картинную галерею, в число собраний которой вошли 25 шедевров. Этот вернисаж стал его последним появлением на публике.

### Смерть
24 января 2003 года Джанни Аньелли умер на своей вилле Frescòt, от рака простаты. Прощание проходило в Туринском соборе, и транслировалась на всю Италию телеканалом RAI Uno.
Джанни похоронен в семейном склепе имения Виллар Пероза, в окрестностях Турина.